# Kip Boga Nila (Napulj)
Kip boga Nila (tal. Statua del dio Nilo) je starorimski, vjerojatno helenistički, mramorni kip koji datira iz 2. do 3. stoljeća nove ere.
Nalazi se na Piazzetta Nilo, na početku via Nilo, u istoimenoj četvrti, a po ovom kipu su i dobili ime. Crkva Santa Maria Assunta dei Pignatelli okrenuta je prema kipu, a Palazzo Panormita nalazi se na sjevernoj strani. Dva bloka istočno, duž Via Benedetto Croce (dio Decumano Inferiore koji se obično naziva Spaccanapoli) uzdiže se crkva San Domenico.

## Povijest
Kip predstavlja Boga Nila, ležećeg s rogom obilja i ležećeg na sfingi. Kip su vjerojatno u tadašnjem rimskom lučkom gradu podigli aleksandrijski trgovci. Izvađen je, bez glave, 1476. godine i dobio je nadimak " Corpo di Napoli ". Postavljena je na pijedestal 1657., a kasnije u tom stoljeću isklesana je glava s bradom. Posljednjih desetljeća kipu su pljačkaši ponovno odrubili glavu, a kasnije je vraćena.
Kvalitetnija verzija iste teme, također starorimska, nalazi se u Vatikanskim muzejima. Oba kipa su kopije originala iz Aleksandrije u Egiptu.

## Galerija
- Detalj glave
- Alternativna verzija, u Vatikanskim muzejima

## Vanjske poveznice
|  | Zajednički poslužitelj ima još gradiva o temi Kip Boga Nila (Napulj) |